# Medal Homini Vere Academico
Medal Homini Vere Academico – medal przyznawany przez Rektora Uniwersytetu im. Adama Mickiewicza w Poznaniu. Został ustanowiony w dniu 25 listopada 2013, uchwałą Senatu Uniwersytetu.

## Opis medalu
Medal jest okrągły, wykonany z metalu. Na awersie znajduje się logo Uniwersytetu im. Adama Mickiewicza w Poznaniu – orzeł piastowski oraz litery UAM, dookoła którego znajduje się napis: HOMINI VERE ACADEMICO (w górnej części) oraz UNIVERSITAS STUDIORUM MICKIEWICZIANA POSNANIENSIS (w dolnej części). Na rewersie znajduje się sylwetka Auli Uniwersyteckiej w Poznaniu i cytat prof. Kazimierza Twardowskiego, doctora honoris causa UAM: Uniwersytet / promienieje dostojeństwem, / spływającem na niego / z olbrzymiej doniosłości / funkcyi, którą pełni.

## Wyróżnieni
1. Prof. Stanisław Lorenc (Wydział Nauk Geograficznych i Geologicznych) – 7 listopada 2013
2. Prof. Kazimierz Przyszczypkowski (Wydział Studiów Edukacyjnych) – 15 stycznia 2014
3. Prof. Wiesław Ambrozik (Wydział Studiów Edukacyjnych) – 15 stycznia 2014
4. Prof. Stefan Paszyc (Wydział Chemii) – 9 stycznia 2015
5. Prof. Bogdan Marciniec (Wydział Chemii) – 20 maja 2015
6. Prof. Stefan H. Kaszyński (Austriacki Ośrodek Kultury UAM) – 10 grudnia 2015
7. Prof. Jacek Fisiak (Wydział Anglistyki) – 10 maja 2016
8. Prof. Michał Karoński (Wydział Matematyki i Informatyki) – 16 czerwca 2016
9. Prof. Ignacy Lewandowski (Wydział Filologii Polskiej i Klasycznej) – 25 listopada 2016
10. Prof. Karol Latowski (Wydział Biologii) – 27 stycznia 2017 (pośmiertnie)
11. Prof. Józef Tomasz Pokrzywniak (Wydział Filologii Polskiej i Klasycznej) – 30 stycznia 2017 (pośmiertnie)[2]
12. Prof. Krystyna Daszkiewicz Wydział Prawa i Administracji) – 2017[3]